# Combate de Amadores
El Combate de Amadores tuvo lugar el 10 de abril de 1841 en Amadores, Catamarca. Maza ocupó la plaza central de San Fernando del Valle de Catamarca, el 31 de marzo con una división fuerte de 1300 hombres compuesta del Batallón Libertad, con dos piezas de artillería. El coronel Mariano Acha llegó a Catamarca, el 6 de marzo con algunos caballos y 400 hombres para apoyarlo, pero se marchan al poco tiempo por órdenes de La Madrid a Tucumán. Contaba Augier con entre 400 y 600 hombres mal armados, entre ellos ancianos, para evitar una batalla en la ciudad de San Fernando del Valle de Catamarca y evitar el saqueo. Marcelino Augier se dirigió a la localidad de Amadores, a pocos kilómetros de la ciudad, pero se vio rápidamente derrotado luego de una feroz escaramuza, algunos autores federales afirman que los seguidores de Augier una mitad huyó en desbandada al ver las fuerzas de Maza que triplicaban en números, y armamento bélico siendo la otra mitad rápidamente aplastada. Se degollaron a todos los seguidores de Augier, quien huyó a Tucumán a caballo. Derrocado Augier, el triunfante Maza nombró el 10 de abril gobernador provisorio al coronel Juan Eusebio Balboa.

## Causas de la Batalla
Conflicto entre unitarios y federales. 